# Grudziądz Tuszewo
Grudziądz Tuszewo – przystanek kolejowy w Grudziądzu, w województwie kujawsko-pomorskim. Został zbudowany i otwarty w ramach rządowego programu 200 przystanków kolejowych.

## Połączenia
- Grudziądz
- Malbork
- Kwidzyn
- Tczew